# 骨折
骨折（こっせつ、英語: fracture）とは、直達外力や介達外力により骨が変形、破壊を起こす外傷であり、構造の連続性が絶たれた状態のことである。

## 概要
骨折は全ての骨に起こり得る。骨は元来、若干の柔軟性・弾力性・可塑性を持ち、健康な骨は骨折しにくいが、限界を超える強い外力や反復した外力、骨に腫瘍などの病変が存在する場合は軽微な外力でも破壊される。また、鎖骨や手の舟状骨など構造的に外力が集中しやすく、折れやすい骨も存在する。ヒトの骨折のうち、日常生活で骨折を起こしやすい骨としては、鎖骨、肋骨、指骨、鼻骨、尾骨、橈骨、尺骨、脛骨、腓骨等が挙げられる。
なお、骨折して完治した後、個人差や治療法によるが、左右の腕や足の長さに違いが生じることがある。ただし、成長期では自然治癒力により同じ長さに矯正されることも多い。手術により矯正することもある。

## 骨折の分類
骨折にはその状態により治療法が大きく異なることから、様々な分類が為されている。

### 原因による分類
外傷骨折
健康な骨に対して外力が加わったことによる骨折を指す。事故による骨折などはこれに分類される。なお、骨折の直接原因が外力が加わったものであっても、病的原因がある場合には病的骨折に分類される。
疲労骨折
健康な骨に対して繰り返し外力が加わったことにより、疲労が発生して起きる骨折を指す。なお、一度あたりにかかる外力は骨の耐久度以下のものであるにもかかわらず疲労により起きるため、不全骨折（亀裂骨折）となりやすい。
病的骨折
何らかの疾病により、骨の健康性が失われたことに起因する骨折を指す。直接的には何らかの外力が働いたことにより骨折するが、それ以前に疾病により骨の耐久度が低下していたため、発生した骨折である。病的骨折に至る疾病としては、骨肉腫、多発性骨髄腫、転移性骨腫瘍などが典型例である。

### 部位による分類　(四肢長幹骨が前提）
骨幹部骨折
骨の中央付近における骨折を指す。
骨端部骨折
骨の端部における骨折を指す。1つの骨につき端は2つあるので、遠位端骨折及び近位端骨折として区別される。上下肢（手足）においては体幹に近い方の骨端を近位端、遠い方の骨端を遠位端とする。

### 完全性による分類
完全骨折
完全骨折とは骨が完全に連続性を失っている状態を指す。一般的な骨折とはこの完全骨折を意味する。
不全骨折
不全骨折とは、何らかの理由により骨が連続性を完全に失わない状態の骨折を指す。いわゆる骨にヒビが入っている状態である亀裂骨折や、緻密層以下の部分が離断しているにもかかわらず骨膜に損傷がないため、外形的には変化が見られない骨膜下骨折などがこの不全骨折の典型例である。

### 開放性による分類
閉鎖骨折（単純骨折）
閉鎖骨折とは骨折部が体外に開放されていない状態の骨折を指す。複雑骨折に対比して単純骨折とも呼ばれる。この場合、骨折部に細菌が感染する危険性が低いため、筋骨格系の治療のみとなる。
開放骨折（複雑骨折）
開放骨折とは骨折部が体外に開放されている状態の骨折を指す。部位や程度にもよるが緊急手術を行わなければ出血多量や感染症により、死に至ることもある。体外の露出によって細菌感染が起こる可能性があり、治療が複雑となることから複雑骨折と呼ばれることもあるが、複雑に骨折している（複数箇所の離断が見られる）と誤解されることも多いため、開放骨折の語が用いられることが多い。この場合、筋骨格系の治療のみならず、感染に対する治療も行われる。

### 骨折線の数による分類
単数骨折
単数骨折とは、1つの骨が1か所でしか離断していない状態（骨折線が1つしかない状態）の骨折を指す。なお、複数の骨が骨折していたとしても、1つの骨につき1か所しか離断していなければ単独骨折である。
複数骨折（重複骨折）
複数骨折とは、1つの骨が複数箇所で離断している状態（骨折線が複数存在する状態）の骨折を指す。一般的には複雑骨折と混同されることもあるが、前述の通り、複雑骨折とは開放性を持つ骨折を意味している。重複骨折と呼ばれることもあるほか、特に細かく離断している場合には粉砕骨折と呼ばれることもある。

### 骨折方向による分類
横骨折
骨折線が骨の長軸に対してほぼ直角となっている骨折を指す。
縦骨折
骨折線が骨の長軸に対してほぼ平行となっている骨折を指す。
斜骨折
骨折線が骨の長軸に対して斜めとなっている（ほぼ直角でも平行でもない）骨折を指す。
螺旋骨折
骨折線が骨の長軸に対してらせん状となっている骨折を指す。

### 外力のかかり方による分類
せん断骨折
骨の長軸に対して垂直方向に滑らせるような力が働いた（せん断）ことにより生じた骨折を指す。この場合、横骨折が生じやすい。
圧迫骨折
骨が過度に圧迫されたことにより生じた骨折を指す。
捻転骨折
骨に対してねじるような力が働いたことにより生じた骨折を指す。この場合、螺旋骨折が生じやすい。
屈曲骨折
骨に対して折り曲げるような力が働いたことにより生じた骨折を指す。この場合、複合骨折が生じやすい。
裂離骨折
骨に対して外力が直接働かず、筋・腱・靭帯などの牽引力によって、その付着部の骨が引き裂かれて生じた骨折を指す。ひどい場合は手術が必要である。
剥離骨折
骨同士の衝突や摩擦等により生じた骨折を指す。裂離骨折と類似したものもあり同意として捉えられている時もある。

## 症状および合併症

### 症状
骨折時に見られる症状には骨折に固有の症状と、一般外傷症状(骨折固有ではない症状)がある。以下に列挙するが、これらすべてが観察されるとは限らないことに注意。

#### 骨折に固有の症状
異常運動
正常な状態では動かない部分が関節のように動く。長骨の完全骨折では顕著であるが、不全骨折や圧迫骨折では認められにくい。
軋轢音
異常運動がおこる場合、骨折端同士が触れ合って音を出す。ただし、耳で聞こえるレベルではなく治療者が触知するものである。
転位、変形
骨折した骨がずれたり曲がったりする（転位）。その結果、骨折した部位の見た目の形が変わる。

#### 一般外傷症状
疼痛
骨自体には神経がないため、折れたり等、損傷しても痛くないが、骨折を起こすと骨の表面にある神経が集中している骨膜が破壊され、ほとんどの場合で強い自発痛や圧痛を生じる。骨折時の圧痛は骨折部に限局して強いのが特徴で、マルゲーニュ骨折痛と呼ばれる。
腫脹
骨や周囲の組織の出血により骨折した部位を支持できない、疼痛のために動きを制限する、など。

### 合併症
脊椎の骨折では骨片が脊髄を損傷することによりその支配領域が麻痺したり、頸椎の場合では死亡する事もある。また同様に四肢の骨折では骨片によって神経や血管を損傷することもある。肋骨骨折の場合は、肺損傷や心臓損傷のおそれもある。骨髄が存在する長管骨や骨盤などの海綿状骨や大腿骨が骨折した場合には、大量の内出血にともなう出血性ショックや骨髄腔内からの骨髄や脂肪滴による骨髄塞栓・肺脂肪塞栓（脂肪塞栓症）などにより死に至るケースもある。また高齢者では骨折により寝たきりとなりやすく、それに伴う認知症や肺炎などを引き起こしやすい。

## 治療法

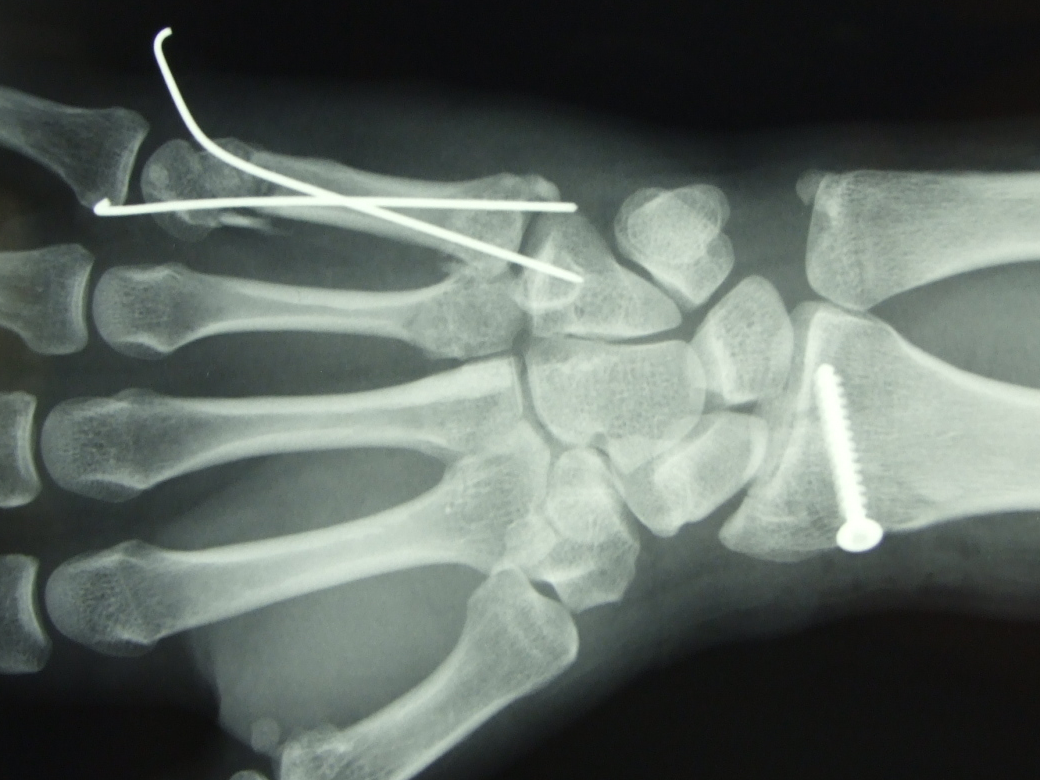
固定の例。橈骨は螺子による内固定、第5中手骨はキルシュナーワイヤーによるピンニング固定

骨折の整復はできるだけ早期に行うべきである。腫脹が治るまで待つべきではない。開放創を感染のリスクを低く抑え、極力安全に縫合できるのは受傷後6時間から8時間以内（ゴールデンタイム）とされる。この時間は身体部位により変化し、顔面外傷の場合は24時間とされる。これ以上経過すると細菌の増殖による創感染の可能性が飛躍的に高まるが、必ずしもゴールデンタイムを経過した創が一次閉鎖できないわけではなく、あくまで感染リスクの目安として捉えるべきである。このあたりの感覚は生ものの扱いと同じである。
単純骨折で骨の転位がなければそのまま固定をし、骨の転位がある場合は徒手整復や牽引などの非観血的整復術や手術による観血的整復術によって正常なアライメントに戻し、一定期間固定して安静を保つ。非観血的整復術は接合が正常値にあるかどうか、レントゲンなどを利用して精度を増す。一方、複雑骨折では骨が表皮から飛び出すことで様々な細菌が存在する外界と交通してしまうため、感染症の阻止が最重点課題となる。傷口の念入りな洗浄消毒と汚染されて挫滅した組織の切除（デブリードマン）が受傷後直ちに行なわれるべきで、抗生物質の投与も積極的に行われる。骨癒合に要する期間は損傷部位や年齢に左右されるが、いずれの骨折も同じプロセスを踏んで修復される。ただし、感染症や不適切な治療により骨癒合が遷延したり癒合しなかったりするケースもある。
上肢の骨折の治療目標は手の機能の温存である。多少の変形や短縮は構わない。一方、下肢の骨折の治療目標は無痛で安定した荷重ができることである。短縮しないように変形を極力避ける。なお、入院して骨折の治療が始まったら、直ちにその他の四肢の運動を始めるべきであるとされている。

### 固定法
捻挫は一関節固定であるのに対し、骨折は二関節固定とされる。骨折で一関節固定をすると回内、回外運動が可能で整復できないことになる。
内固定
手術によって金属のプレートやワイヤー、ピン等の固定具によって骨を接合する方法。
外固定
ギプス・副木・SAMスプリント等を用い、体の外側から、骨折部が動かないよう固定する方法。
上肢骨折
上肢の骨折の固定には副子の上に三角巾をすればよい。三角巾の上から体幹を含めてバストバンドをするという方法もある。
長管骨骨折
不安定な長管骨の骨折を副子に乗せる場合は骨折部の上下を牽引させて行う。基本的に骨折の場合は牽引することで軟部組織を傷つけることは少ない。ただし、肘や膝周囲の場合は牽引すると軟部組織損傷を起こすことがある。また、開放骨折の場合は体外に出た骨片が体内に入り感染をおこすので、原則として牽引しない。
創外固定
手術によって骨折部周囲の骨にピンを串刺しにし、体外に出た部分を金属棒やレジン（樹脂）などで支持する方法。開放骨折などの際、損傷部への手術操作により感染リスクが高まる恐れのある時や粉砕骨折などに有用である。
経皮的鋼線固定
キルシュナーワイヤーなどを用いてX線透視下に皮膚の外から骨を串刺しにし、固定する（右上の画像参照）。
Gultの癒合日数においては、癒合は中手骨で2週、肋骨で3週、鎖骨で4週、前腕骨で5週、上腕骨体部で6週、脛骨で7週、両下腿骨で8週、大腿骨で8週、大腿骨頚部で12週かかる。
ギプスを病院で巻かれた後で腫脹し、ひどく痛がる場合は循環障害を起こしていると考えられる。直ちに病院に受診し、ギプス、下巻きを切るべきである。骨折は基本的には体動時に痛いものであるが、安静時の激痛の持続は血管障害が考えられる。

### 牽引療法
骨折の整復のため、牽引療法（英語: traction treatment）が行なわれることがある。
直達牽引を行う場合は頻回の観察が必要である。大腿骨骨折では総腓骨神経麻痺を起こしやすい。下肢の骨折では足趾をそらせるのかを検査する必要がある。

## 特定の年齢層に見られる骨折

### 小児、思春期以前に多い骨折
- 若木骨折（英語版）：柔軟性に富む若年者では、骨が完全に破断するのではなく、若木の枝を折り曲げたような状態になることがある。
- 竹節状骨折：骨の長軸方向に圧力が加えられて一部が押し潰され、途中に竹の節のような環状の隆起を生じたもの。
- 骨端線損傷：成長期の骨端部においてズレなどが生じたもの。転位を認める場合は骨端線離開とも呼ぶ。
- 大腿骨骨幹部骨折
- 上腕骨顆上骨折
- 上腕骨外顆骨折

### 老人に多い骨折
老人の場合、潜在的な骨塩量の低下による骨の脆弱化（骨粗鬆症）や筋力の衰えによる歩行不安定から、転倒などによって以下のような骨折を起こしやすい。
- 大腿骨頸部骨折
- 脊椎圧迫骨折
- 上腕骨外科頸骨折
- 橈骨遠位端骨折

## 主な骨折

### 頭部・脊椎・体幹部の骨折
- 頭部の骨折
  - 頭蓋骨骨折
  - 顔面骨折
  - 眼窩骨折
  - 頬骨骨折
  - 下顎骨骨折
- 胸郭の骨折
  - 肋骨骨折
  - 胸骨骨折
- 脊椎の骨折
  - 頸椎脱臼骨折
  - 圧迫骨折(胸椎および腰椎)
  - 粉砕または破裂骨折(胸椎および腰椎、チャンス骨折)
- 骨盤の骨折
  - 骨盤輪骨折
  - 寛骨臼骨折

### 上肢の骨折
- 肩の骨折
  - 鎖骨骨折
  - 上腕骨頚部骨折
- 上腕の骨折
  - 上腕骨骨幹部骨折
- 肘の骨折
  - 上腕骨顆上骨折
  - 上腕骨外顆骨折
  - 橈骨頭骨折
  - 肘頭骨折（尺骨近位端骨折）
- 前腕の骨折
  - 橈骨骨幹部骨折
  - 尺骨骨幹部骨折（パレ骨折、モンテジア骨折を含む）
- 手首の骨折
  - 橈骨遠位端骨折(コーレス骨折、スミス骨折、バートン骨折など)
  - 舟状骨骨折
- 手の骨折
  - 中手骨骨折（ボクサー骨折を含む）
  - 母指中手骨基部骨折（ベネット骨折、ローランド骨折）
  - マレット骨折（末節骨骨折、骨性槌指）

### 下肢の骨折
- 股関節の骨折
  - 大腿骨頚部骨折（大腿骨骨頭下骨折）
  - 大腿骨転子部骨折
- 大腿の骨折
  - 大腿骨骨幹部骨折
- 膝の骨折
  - 大腿骨顆部骨折
  - 膝蓋骨骨折
  - 脛骨高原骨折（脛骨顆部骨折）
- 下腿の骨折
  - 脛骨骨幹部骨折
- 足首の骨折
  - 足関節果部骨折
- 足の骨折
  - 踵骨骨折
  - 第5中足骨基部骨折